# 张五典 (清朝)
张五典，字叙百，号荷塘，陕西泾阳人，清朝政治人物。

## 生平
乾隆二十五年（1760年）举人。官上元县知县。乾隆五十一年（1786年）任金山县知县。

## 著作
工诗，兼善山水。有《荷塘诗集》。

## 佚事
袁枚《隨園食單》中詳細記載了张五典家小吃“天然餅”的做法